# 延文禮士、奈恩、巴登諾、斯澤士庇 (英國國會選區)
延文禮士、奈恩、巴登諾、斯澤士庇（英語：Inverness, Nairn, Badenoch and Strathspey），英國國會一郡選區，位於蘇格蘭高地議會區東南部。創設於2005年。
本區自創設至2010年大選都支持自民黨。但2015年大選中競逐連任的丹尼·亞歷山大不敵代表蘇格蘭民族黨的德魯·亨德利，宣告落選。